# Carso
Il Carso (noto anche come altopiano Carsico o Carsia, in latino Iulia Carsa, in sloveno e in croato Kras, in friulano Cjars, in tedesco Karst) è una regione storica, un altopiano roccioso calcareo che si estende a cavallo tra Friuli-Venezia Giulia (provincia di Gorizia e Trieste), Slovenia e Croazia, noto storicamente per essere stato teatro di violente battaglie durante la prima guerra mondiale, tra le truppe italiane e quelle austro-ungariche.
Dal nome della regione geografica del Carso di Trieste, oggetto dei primi studi e presa come riferimento, nota anche come “Carso Classico”, è derivato il termine carsismo. Questo toponimo a sua volta deriva dalla radice “kar” o “karra”, di origine paleoindoeuropea con significato di roccia, pietra. Stessa radice hanno i toponimi Carnia, Carinzia, Carnaro e Carniola.

## Descrizione

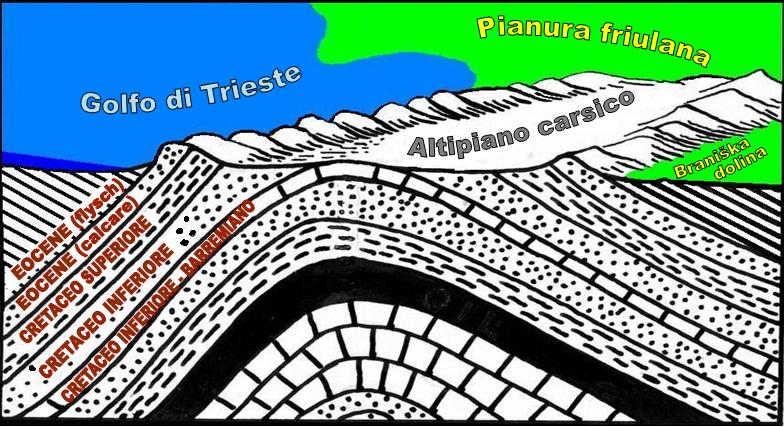
Il disegno rappresenta in modo schematico la disposizione delle formazioni rocciose che costituiscono l'altopiano carsico, ed indica il periodo geologico della loro deposizione

Si estende a sud-est delle Prealpi Giulie (zona del Collio), giunge fino al mare Adriatico e prosegue poi in Slovenia occidentale e Istria settentrionale, fino al punto di congiunzione con il massiccio delle Alpi Bebie (Velebit) all'estremo nord-ovest della Croazia. L'altopiano si estende su una anticlinale parzialmente erosa.

### Classificazione

Modello di classificazione delle Alpi - settore 26: Carso

Modello di classificazione delle Alpi Dinariche - Zona A1: Montagne dell'Istria e del Carso

Secondo la Partizione delle Alpi del 1926 il Carso è considerato facente parte del sistema alpino ed è visto come una delle 26 sezioni delle Alpi, e precisamente la ventiduesima. Secondo questo criterio, si suddivide Piccolo Carso (gruppo 22a) e Carso Istriano (gruppo 22b).
Secondo la SOIUSA il Carso non fa parte delle Alpi, ma appartiene al sistema delle Alpi Dinariche, seguendo la letteratura geografica slovena, che lo suddivide nel seguente modoː Montagne dell'Istria e del Carso (sigla A1); Gruppo della Selva di Tarnova (sigla B1); Gruppo del Monte Nevoso-Risnjak (sigla B2); Largo altopiano della Carniola-interna e della Bassa Carniola (sigla B3).
Secondo altri criteri, può essere suddiviso in Carso Triestino, Carso Goriziano, Carso Sloveno e Carso Istriano (in talune suddivisioni si espande anche più a sud con il Carso dalmata e il Carso bosniaco).

### Carsismo

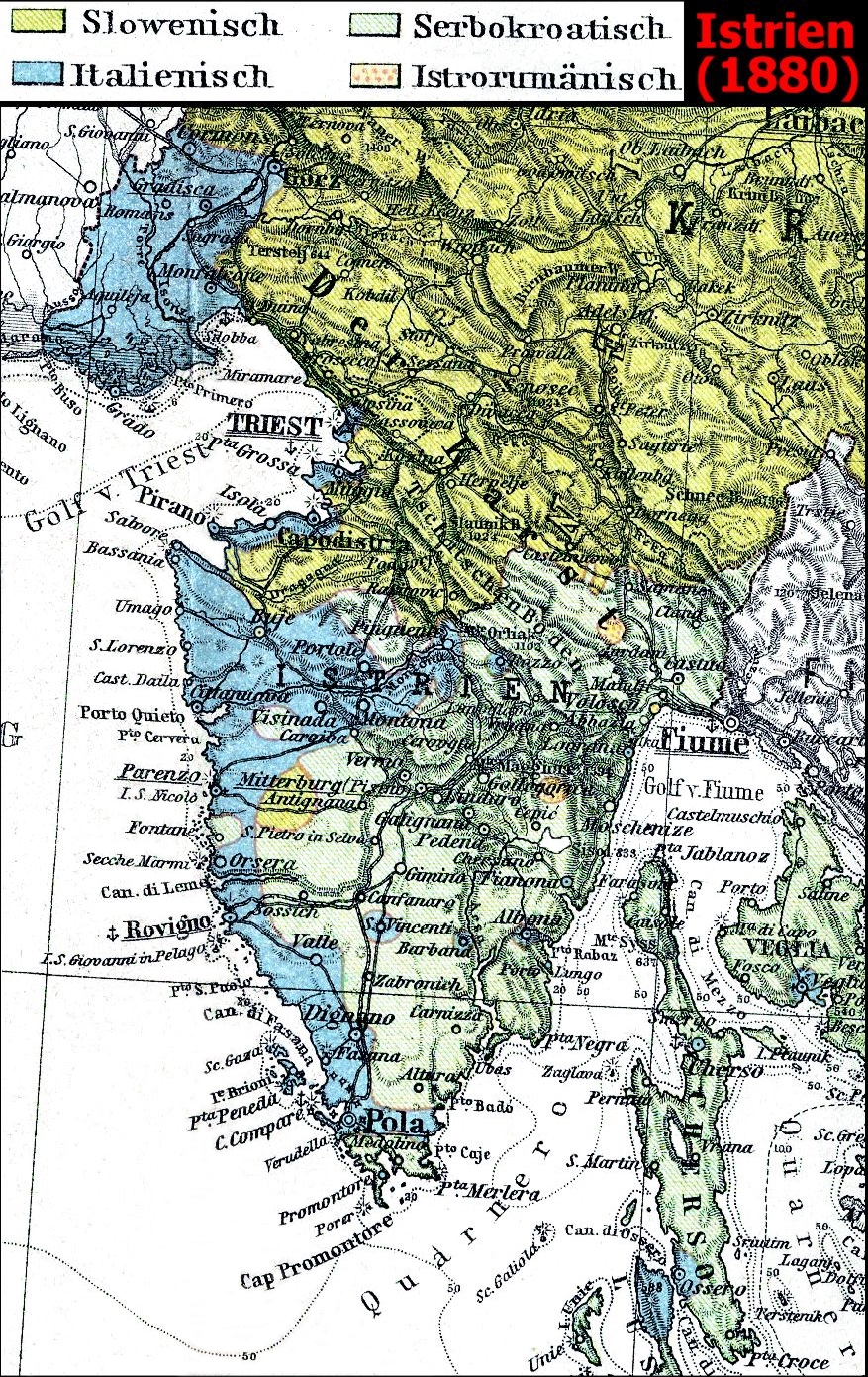
Mappa etnica del Carso e dell'Istria nel 1880

Le rocce calcaree sono solubili dagli agenti atmosferici, in particolare dall'acido carbonico disciolto nelle acque, e vengono quindi da questi modellate nel tempo in varie forme, causando il fenomeno del carsismo. Nel mondo solo il 15% delle aree con affioramenti carbonatici presentano i caratteristici fenomeni carsici. Uno degli aspetti più rilevanti sono le doline.

### Grotte
Il Carso è ricco di grotte di varie dimensioni, per cui nel territorio si sono sviluppate molte società speleologiche. Le più famose sono la grotta Gigante, la Grotta delle Torri di Slivia,  le grotte di San Canziano e le grotte di Postumia.

#### Inquinamento delle grotte
Per anni, oltre un centinaio delle grotte del carso triestino sono state usate come discariche. A cavallo tra Italia e Slovenia, nelle Alpi Giulie sono state censite 350 grotte inquinate. In Slovenia la grotta Jeriseva Jama, vicina al paese di Kazlje, è piena di automobili, eternit e altri rifiuti. Nonostante tutto, in questa grotta è ancora presente una rara pisolite, la perla di grotta.
In Italia: il pozzo Mattioli, vicino alla frazione triestina di Gropada, è stato adibito a centro di smaltimento dei rifiuti ingombranti. Il pozzo dei Colombi, vicino a Basovizza, altra frazione del comune di Trieste, è stato usato per lo sversamento dei rifiuti pericolosi conseguenti all'attentato al terminal petrolifero dell'oleodotto transalpino della val Rosandra dell'agosto 1972; è stato usato come capiente cisterna, oltre 45 metri di pozzo e 100 di caverna, per i liquidi di lavaggio delle caldaie, fanghi industriali e molte altre sostanze chimiche. Sorte simile è toccata al pozzo di Cristo, tra Basovizza e Gropada, usato per lo sversamento di liquidi di derivazione industriale.

## Popolazione

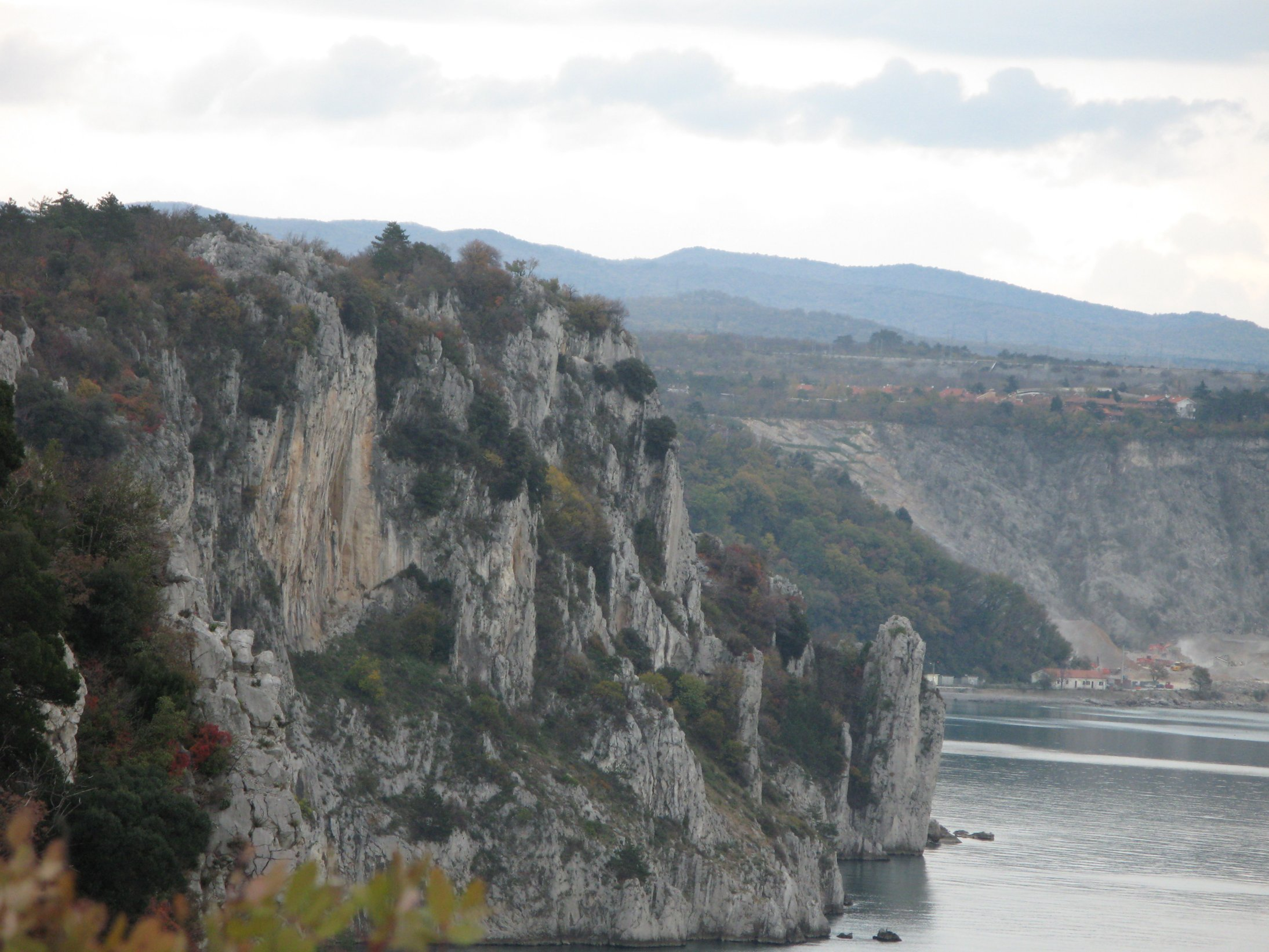
Le rocce carsiche a Duino

### Comuni del Carso
| Comune                  | Superficie | Abitanti |
| ----------------------- | ---------- | -------- |
| Aidussina               | 245,2      | 19.418   |
| Bisterza                | 480        | 13.297   |
| Clana                   | 94         | 1.931    |
| Comeno                  | 102,7      | 3.529    |
| Cormons                 | 35,1       | 7.328    |
| Divaccia                | 147,8      | 4.213    |
| Doberdò del Lago        | 27,05      | 1301     |
| Duino-Aurisina          | 45,17      | 8.733    |
| Erpelle-Cosina          | 195        | 4.604    |
| Gorizia                 | 41,26      | 33.911   |
| Lanischie               | 143,13     | 398      |
| Mattuglie               | 176,67     | 11.246   |
| Merna-Castagnevizza     | 62,8       | 4.977    |
| Monrupino               | 12,7       | 867      |
| Nova Gorica             | 279        | 31.884   |
| Postumia                | 269,9      | 16.442   |
| San Dorligo della Valle | 24,5       | 6,019    |
| San Pietro del Carso    | 223,3      | 6.201    |
| San Pietro-Vertoiba     | 15         | 6.292    |
| Sesana                  | 217,4      | 13.702   |
| Sgonico                 | 31,31      | 2.130    |
| Vipacco                 | 223,3      | 5,703    |
| totale                  | 3.065,24   | 202.825  |

## Aree Protette
Il territorio comprende la Riserva naturale delle Falesie di Duino.

## Galleria d'immagini

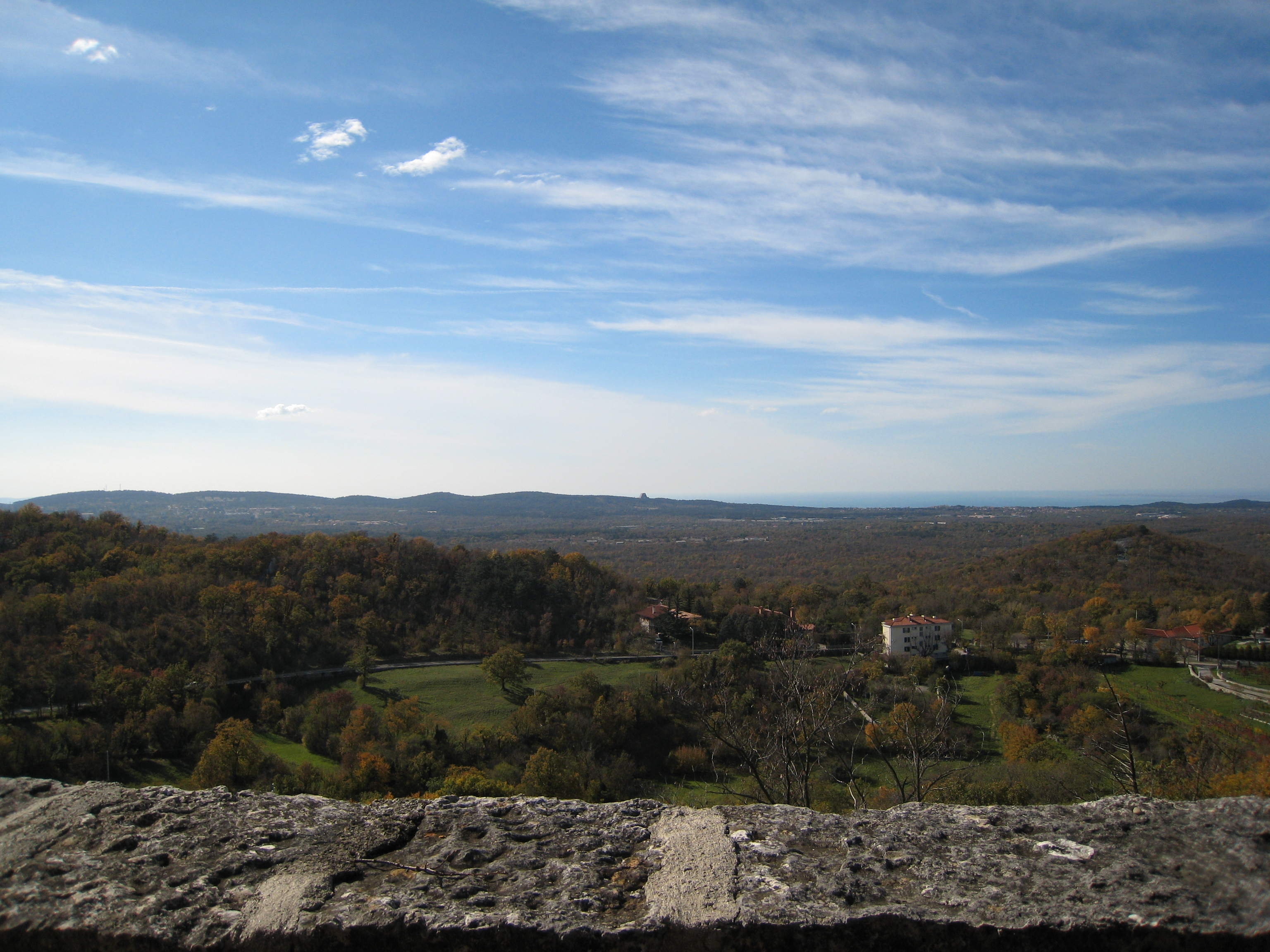
L'altopiano del Carso visto dal Santuario di Monrupino (TS) - (parte italiana)
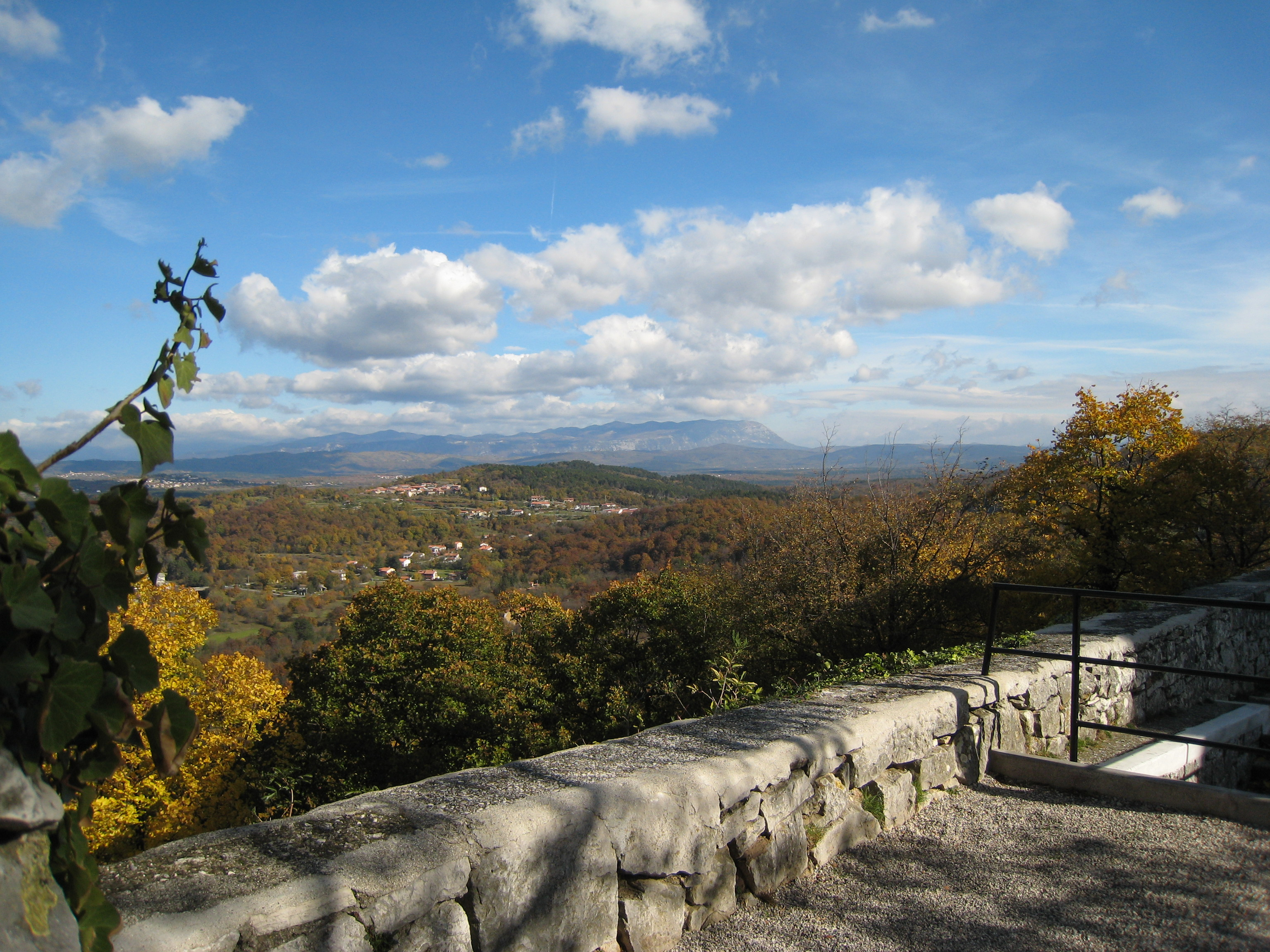
L'altopiano del Carso visto dal Santuario di Monrupino (TS) - (parte slovena)
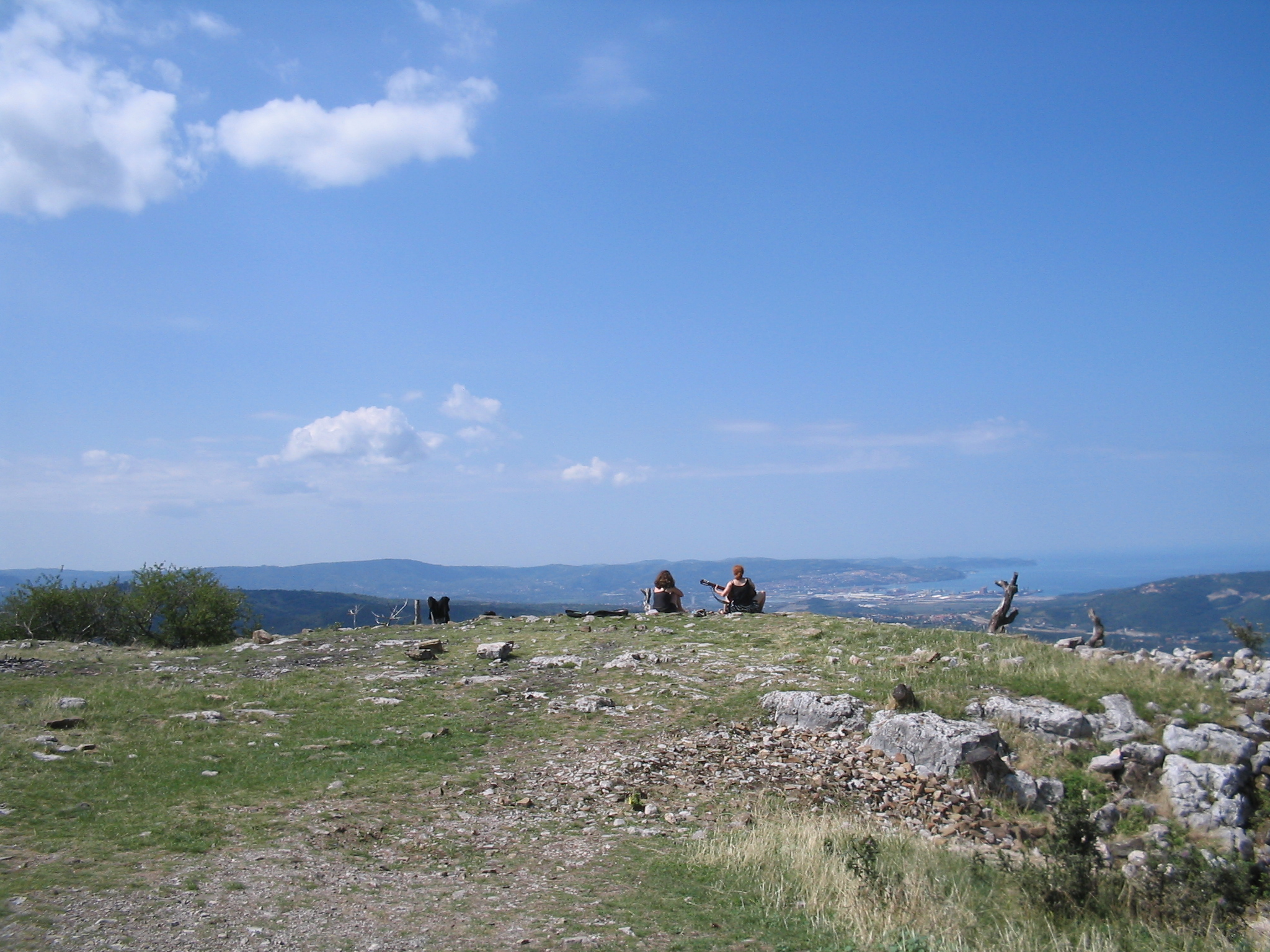
Il ciglione carsico con sullo sfondo il golfo di Trieste
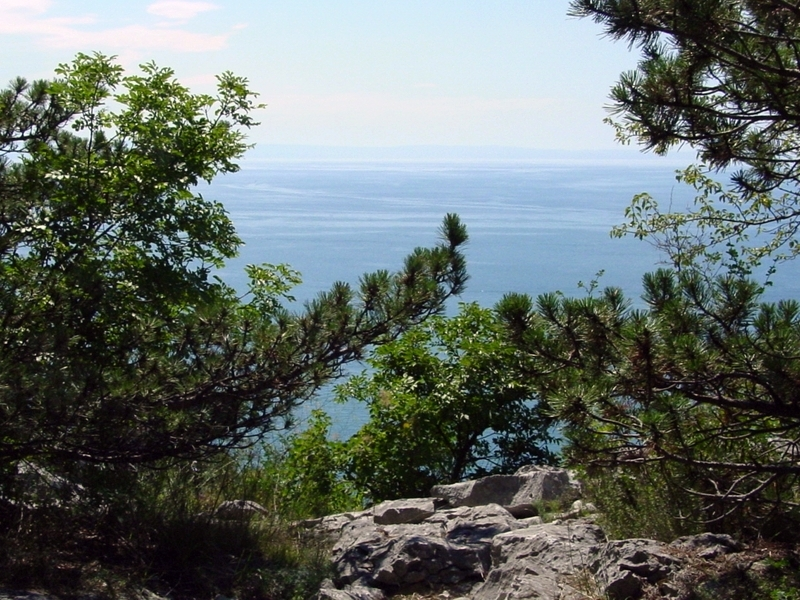
Vista del mare dal Carso
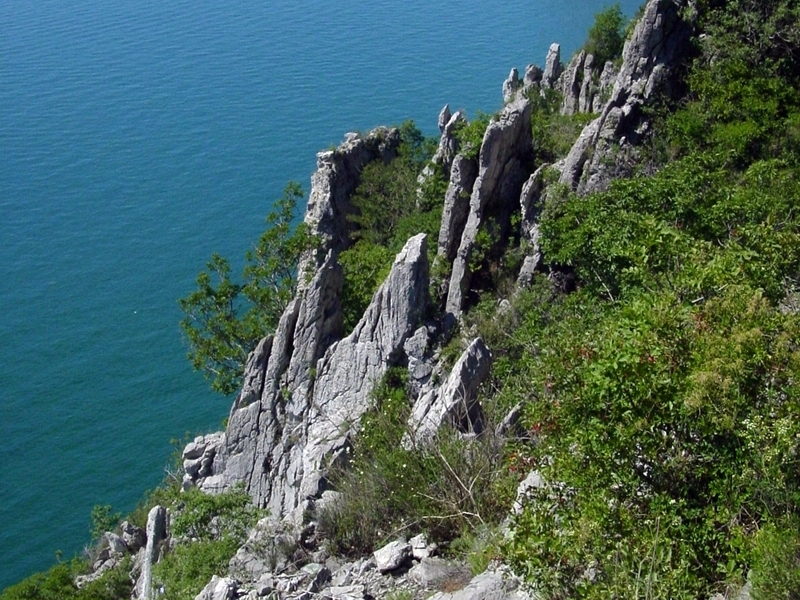
Il Carso che si getta in mare in corrispondenza della Riserva naturale delle Falesie di Duino
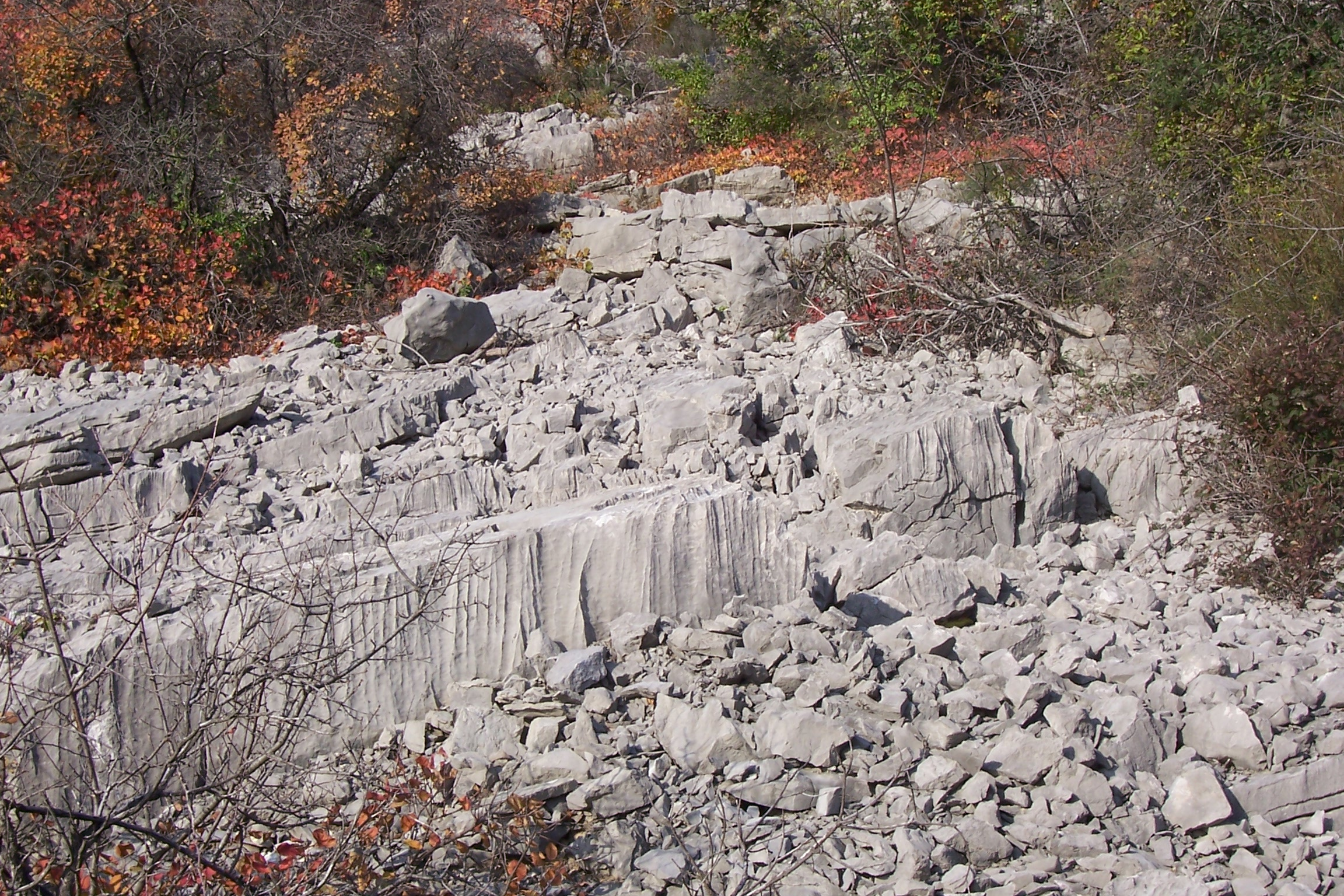
Pietraia vicino a Monfalcone
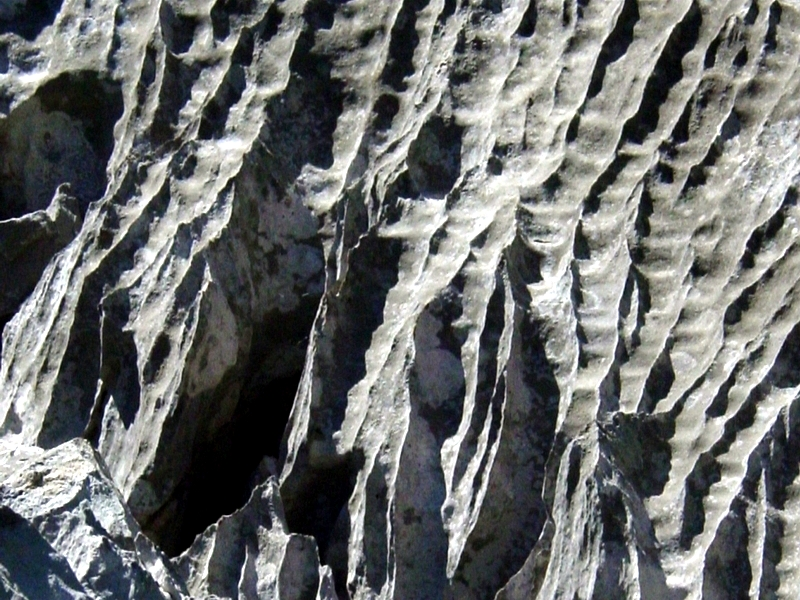
Tracce di dissoluzione
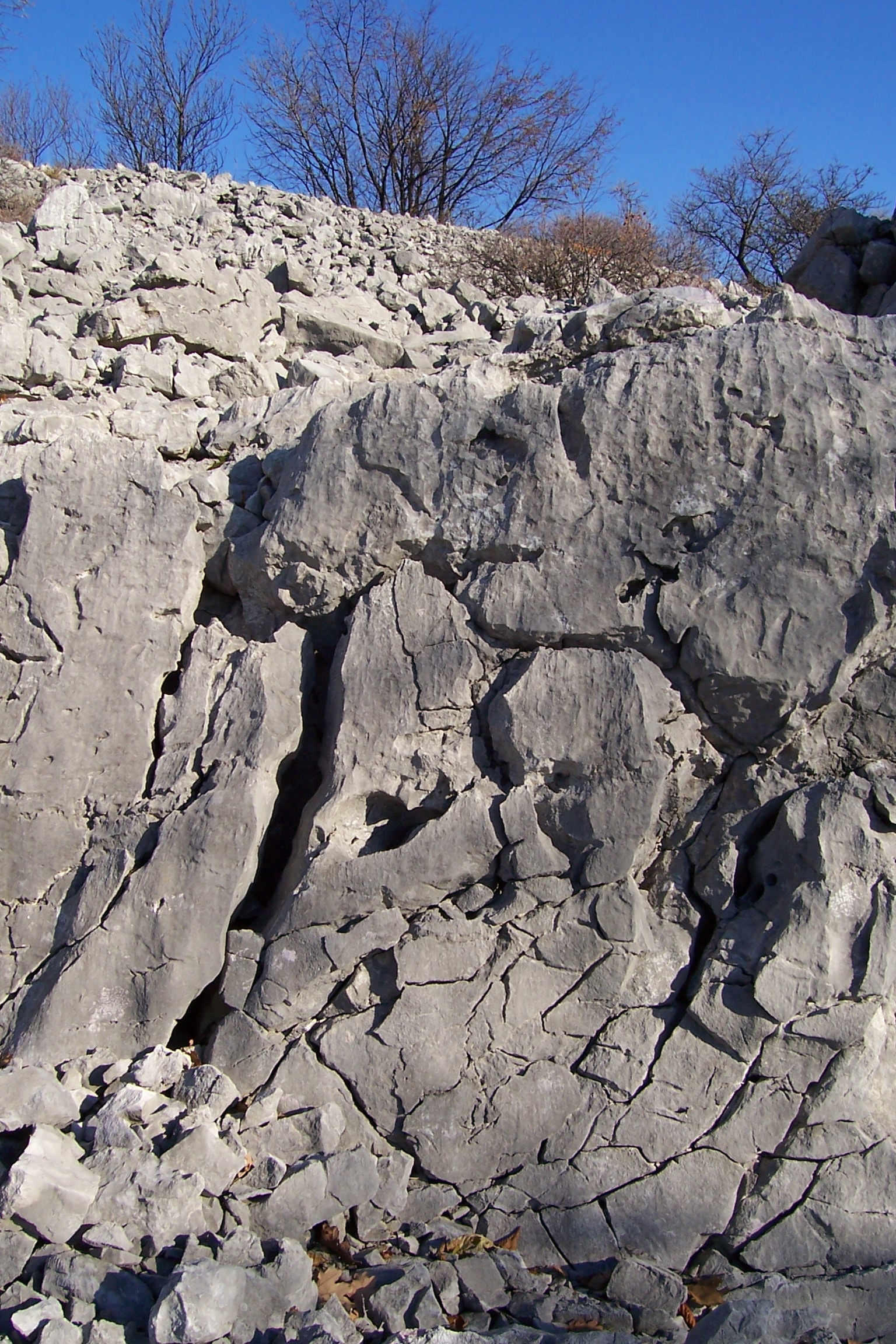
Tracce di dissoluzione e fratture
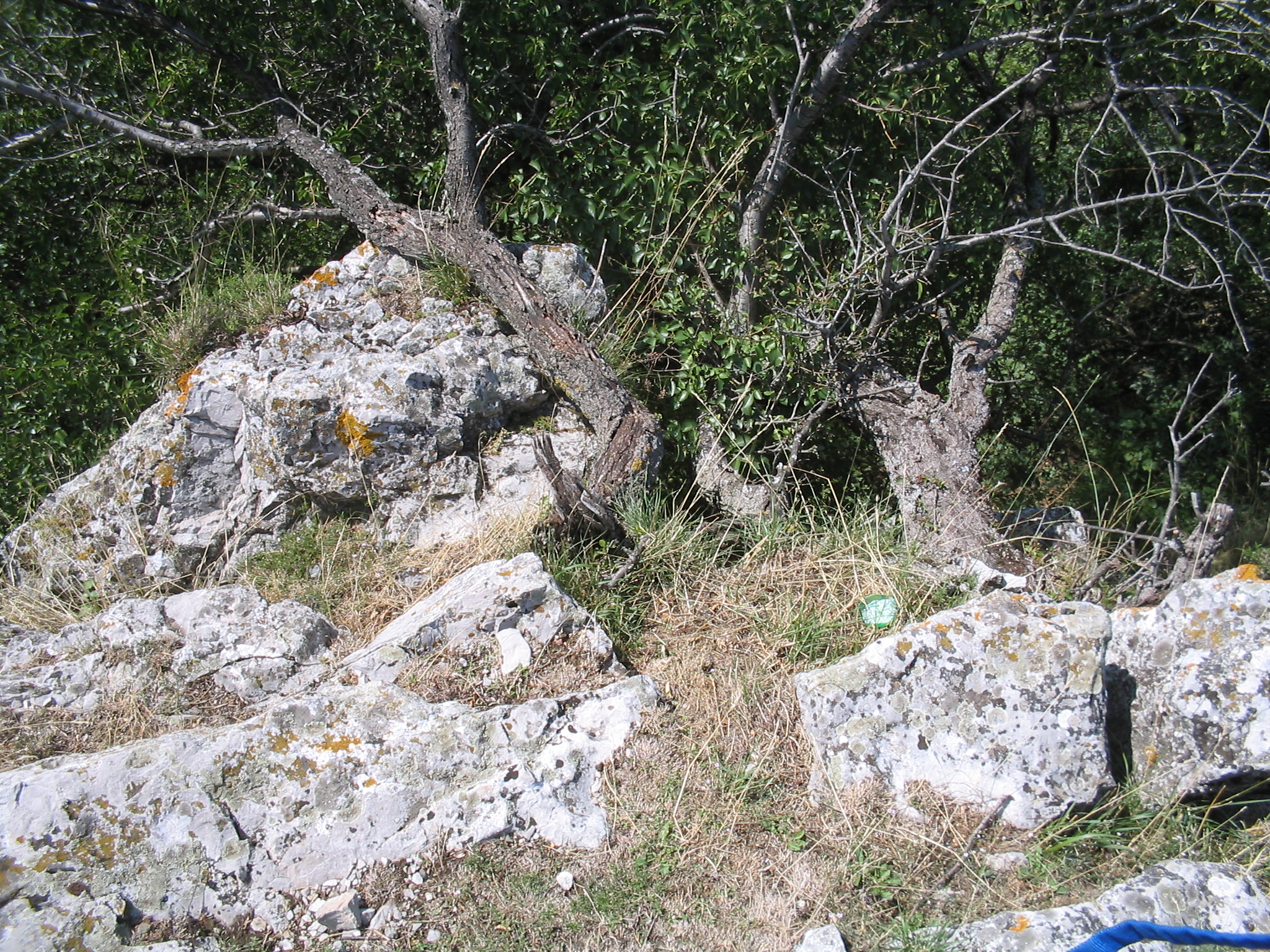
Classico connubio di piante e rocce
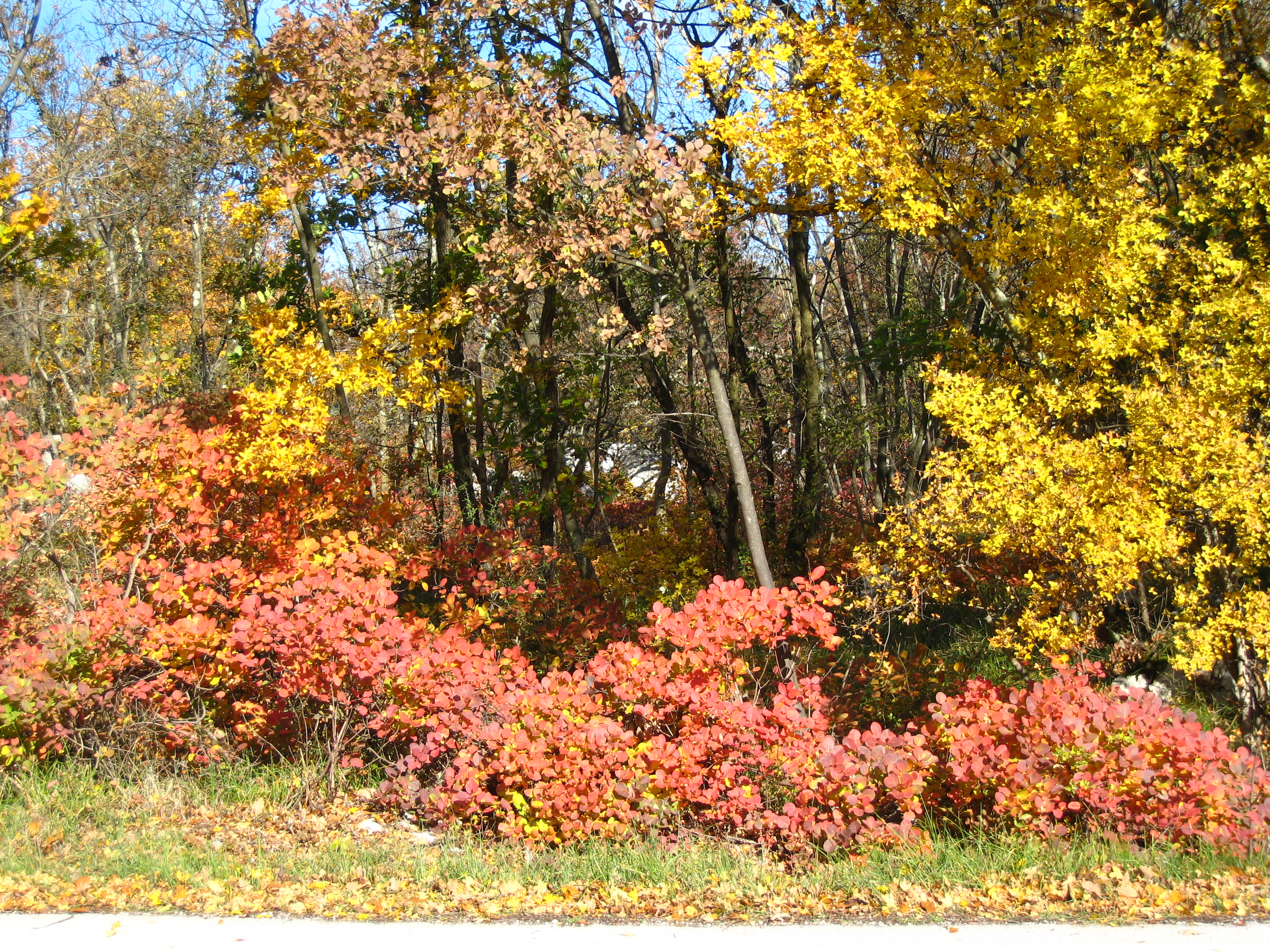
I colori autunnali della vegetazione carsica
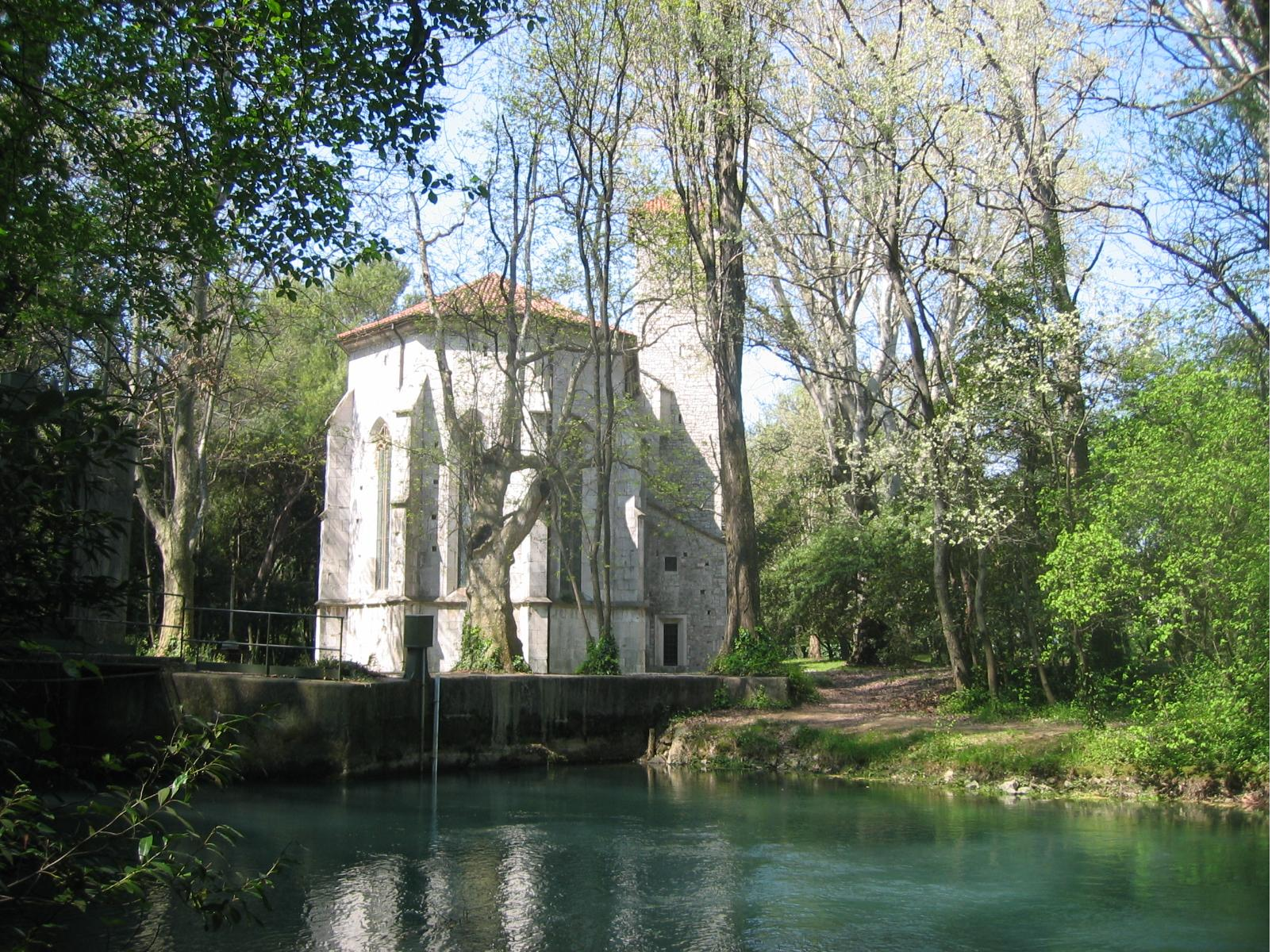
"Foce del Timavo" poco dopo le risorgive e dopo 38 km sotto il Carso
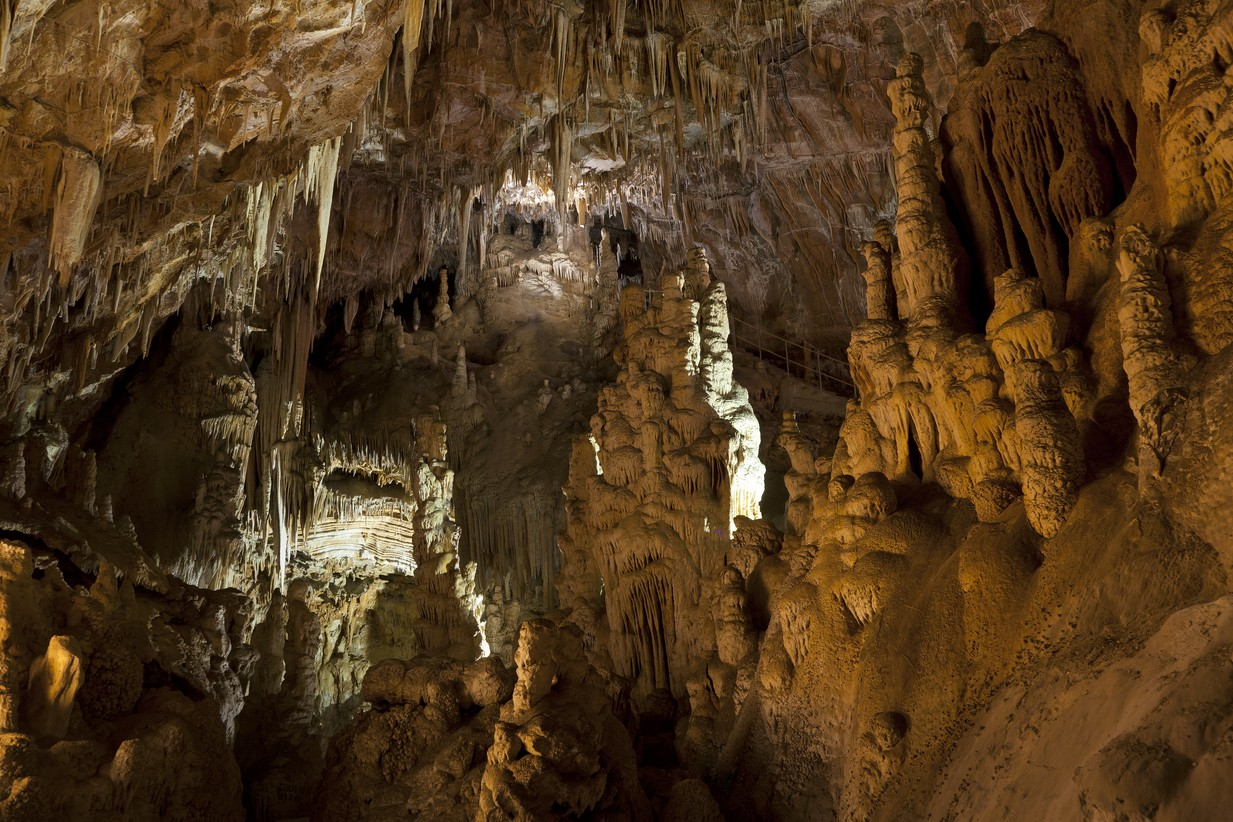
La Grotta delle Torri nel Comune di Duino-Aurisina